# Maksimowszczina (maksimowskoje sielskoje posielenije)
Maksimowszczina (ros. Максимовщина) – wieś (sieło) w Rosji, w obwodzie irkuckim, w rejonie irkuckim. W 2010 liczyła 1682 mieszkańców.